# CMS에듀
㈜CMS에듀는 2003년 설립 이후 융합인재 양성에 주력해 온 사고력 기반 융합교육 전문기업으로 2016년 5월 코스닥에 상장했다. 초등 사고력 교육 분야의 '영재교육센터', KMO·영재학교 입시를 전문으로 하는 '영재관' 등 전국에 약 80여개의 센터를 운영하고 있다. 2017년 8월에는 코딩 교육 전문브랜드 '씨큐브코딩(C³ coding)'을 성공적으로 론칭하면서 사업영역을 넓히고 있다.

## 연혁
- 1997 '생각하는 수학교실' 설립(강남구 신사동, 현 압구정 본원)
- 2001 CMS 영재스쿨 설립
- 2003 (주)WHY에듀케이션 법인 설립
- 2005 CMS 영재교육연구소 출범
- 2007 사고력 프로그램 'WHY'출시
- 2012 사고력 프로그램 'Pre-WHY(ARCHES)' 출시
- 2015 미국, 중국, 태국에 사고력·융합교육 콘텐츠 수출
- 2016 CMS에듀로 사명 변경 및 신규 CI 선포, 코스닥(KOSDAQ) 상장, 중국 우한 도스에듀그룹과 합작법인 설립
- 2017 생각하는 코딩교육 '씨큐브코딩(C³ coding)' 론칭, 제4회 브런치 세미나 개최
- 2018 대한민국 교육기업대상 '융합사고력' 부문 7년 연속 수상
- 2022 청담러닝와 크레버스로 합병

## 사업부문
- CMS 영재교육센터
- CMS 영재관
- 씨큐브코딩